# 克特魯皮良火山
39°30′S 71°42′W / 39.500°S 71.700°W

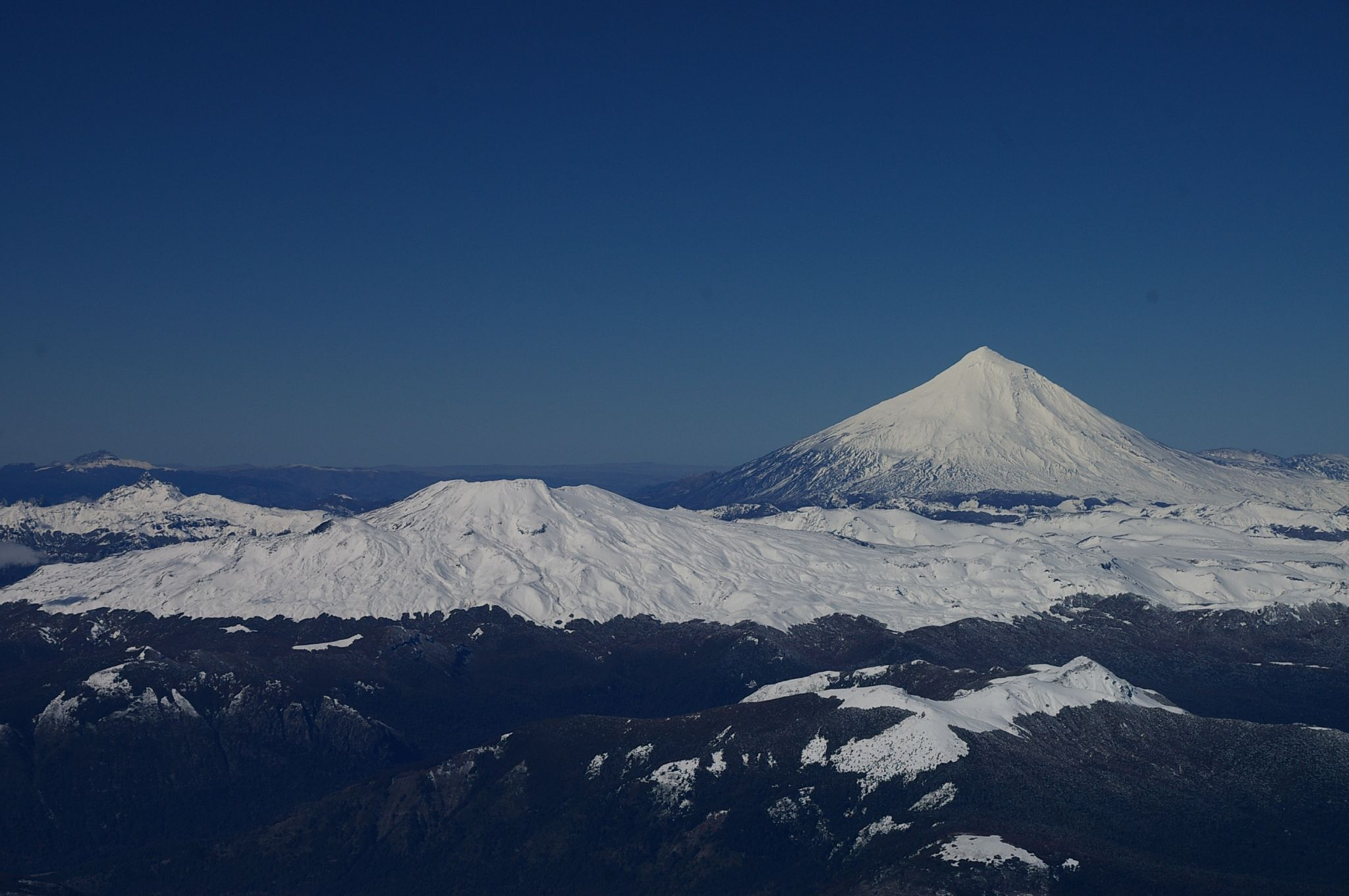

克特魯皮良火山是智利的火山，位於該國中部，由阿勞卡尼亞大區負責管轄，屬於安第斯山脈的一部分，海拔高度2,360米，最近一次火山噴發在1872年發生。